# André Téchiné
André Téchiné (ur. 13 marca 1943 w Valence-d’Agen) – francuski reżyser, scenarzysta i krytyk filmowy. Laureat Złotej Palmy za reżyserię filmu Spotkanie (1985).

## Życiorys
Od młodości był fascynatem literatury i filmu. Studiował jednak filozofię na Sorbonie nie wierząc w swoje szanse w szkole filmowej. Od 1964 do 1967 pracował jako krytyk w redakcji "Cahiers du Cinéma", gdzie pisał m.in. o Czarnym Piotrusiu Miloša Formana i o filmach Jerzego Skolimowskiego.
Przygodę z filmem rozpoczął jako asystent Jacques'a Rivette'a przy pracy operatorskiej. Jako reżyser zadebiutował w 1969 r. filmem Pauline s'en va. Zajmował się pisaniem scenariuszy filmowych dla innych reżyserów, m.in. dla Liliane de Kermadec (Aloïse z 1973 r.). Pracował także w teatrze inscenizując sztukę Dacii Maraini Chantage au theâtre. Za jego najlepszy film uważa się Dzikie trzciny, w którym zawarł wiele wątków autobiograficznych.
Zasiadał w jury konkursu głównego na 52. MFF w Cannes (1999) oraz na 68. MFF w Wenecji (2011).

## Filmografia

### Reżyser
- Paulina odchodzi (Paulina s'en va, 1970)
- Michel, l'enfant-roi  (1972)
- Wspomnienia z Francji (Souvenirs d'en France, 1975)
- Barok (Barocco, 1976)
- Siostry Brontë (Les soeurs Brontë, 1979)
- Hotel Ameryka (Hôtel des Amériques, 1981)
- La matiouette ou l'arrière-pays  (1982)
- Spotkanie  (Rendez-vous, 1985)
- Miejsce zbrodni (Le lieu du crime, 1986)
- Niewinni (Les innocents, 1987)
- Nie całuję (J'embrasse pas, 1991)
- Moja ulubiona pora roku (Ma saison préférée, 1993)
- Wszyscy młodzi w ich wieku  (1994)
- Dzikie trzciny (Les roseaux sauvages, 1994)
- Złodzieje (Les voleurs, 1996)
- Alice i Martin (Alice et Martin, 1998)
- Daleko (Loin, 2001)
- Zabłąkani (Les égarés, Les, 2003)
- Utracona miłość (Les temps qui changent, 2004)
- Świadkowie (Les témoins, 2007)
- Dziewczyna z pociągu (La fille du RER, 2009)
- Niewybaczalne (Impardonnable, 2011)
- Królowa kasyna (L'homme qu'on aimait trop, 2014)
- Mając 17 lat (Quand on a 17 ans, 2016)
- Złote lata (Nos années folles, 2017)
- Pożegnanie z nocą (L'adieu à la nuit, 2019)
- Bratnie dusze (Les âmes soeurs, 2023)
- Moi nowi sąsiedzi (Les gens d'à côté, 2024)

### Scenarzysta
- Paulina odchodzi (Paulina s'en va, 1970)
- Aloïse  (1975)
- Wspomnienia z Francji (Souvenirs d'en France, 1975)
- Barok (Barocco, 1976)
- Siostry Brontë (Les soeurs Brontë, 1979)
- Hotel Ameryka (Hôtel des Amériques, 1981)
- La matiouette ou l'arrière-pays (1982)
- Spotkanie  (Rendez-vous, 1985)
- Miejsce zbrodni (Le lieu du crime, 1986)
- Niewinni (Les innocents, 1987)
- Mauvaise fille (1991)
- Nie całuję (J'embrasse pas, 1991)
- Moja ulubiona pora roku (Ma saison préférée, 1993)
- Dzikie trzciny (Les roseaux sauvages, 1994)
- Wszyscy młodzi w ich wieku (Tous les garçons et les filles de leur âge..., 1994)
- Transatlantique (1996)
- Złodzieje (Les voleurs, 1996)
- Alice i Martin (Alice et Martin, 1998)
- Café de la plage (2001)
- Daleko (Loin, 2001)
- Zabłąkani (Les égarés, 2003)
- Utracona miłość (Les temps qui changent, 2004)
- Świadkowie (Les témoins, 2007)
- Dziewczyna z pociągu (La fille du RER, 2009)
- Niewybaczalne (Impardonnable, 2011)
- Królowa kasyna (L'homme qu'on aimait trop, 2014)
- Mając 17 lat (Quand on a 17 ans, 2016)
- Złote lata (Nos années folles, 2017)
- Pożegnanie z nocą (L'adieu à la nuit, 2019)
- Bratnie dusze (Les âmes soeurs, 2023)
- Moi nowi sąsiedzi (Les gens d'à côté, 2024)